# SC Veendam
SportClub Veendam – holenderski klub piłkarski, mający siedzibę w mieście Veendam.
Klub został założony 4 września 1894 roku, dzięki czemu stanowi on jeden z najstarszych klubów w Holandii. Pierwsza nazwa klubu brzmiała Look-Out, a w 1909 roku klub zmienił nazwę na Prinses Juliana Veendam (Księżniczka Juliana Veendam), a wkrótce później na Veendam. W 1954 roku Veendam stał się zawodowym klubem (wtedy utworzono zawodową ligę w kraju). W 1974 roku podzielono zespół na część zawodową (Sportclub Veendam) oraz amatorską (Veendam 1894). Sportclub Veendam zmienił potem nazwę na BV Veendam.
Klub przez dłuższy czas grał w drugiej lidze Holandii (42 sezony). Sześciokrotnie grał w trzeciej lidze, a w Eredivisie występował przez 3 sezony: 1954/55 (13. miejsce), 1986/87 (17. miejsce) oraz 1988/89 (18. miejsce).
BV Veendam był pierwszym zagranicznym klubem w karierze reprezentanta Polski, Arkadiusza Radomskiego, który grał tutaj w latach 1994–1997.

## Skład na sezon 2012/2013

### Bramkarze
- 1. Joey Potveer
- 18. Jordan Santiago
- 20. Theo Timmermans

### Obrońcy
- Mitch Apau
- 4. Angelo Clintje
- 5. Luis Pedro
- 28. Jesse Renken
- ??. Michalis Vakalopoulos
- ??. Jelle Wagenaar

### Pomocnicy
- ??. Boy Deul
- 7. Tom Overtoom
- 8. Lars Lambooij
- ??. Nick Loohuis
- ??. Theo Martens
- 6. Danny Menting
- 15. Sander Rozema

### Napastnicy
- 19. Lars Hutten
- 13. Sidney Schmeltz
- 27. Jonathan Opoku
- Robby Holder

## Znani zawodnicy
- Dick Nanninga
- Arkadiusz Radomski